# Iahanivka, Lîpova Dolîna
Iahanivka (în ucraineană Яганівка) este localitatea de reședință a comunei Iahanivka din raionul Lîpova Dolîna, regiunea Sumî, Ucraina.

## Demografie
Componența lingvistică a localității Iahanivka
     Ucraineană (99,55%)
     Alte limbi (0,45%)
Conform recensământului din 2001, majoritatea populației localității Iahanivka era vorbitoare de ucraineană (99,55%), existând în minoritate și vorbitori de alte limbi.